# Karl Kock
Karl Kock (* 16. Juni 1908 in Hamburg; † 26. Juni 1944 im Untersuchungsgefängnis Hamburg) war ein deutscher kommunistischer Widerstandskämpfer gegen den Nationalsozialismus und Opfer des Faschismus.

## Leben

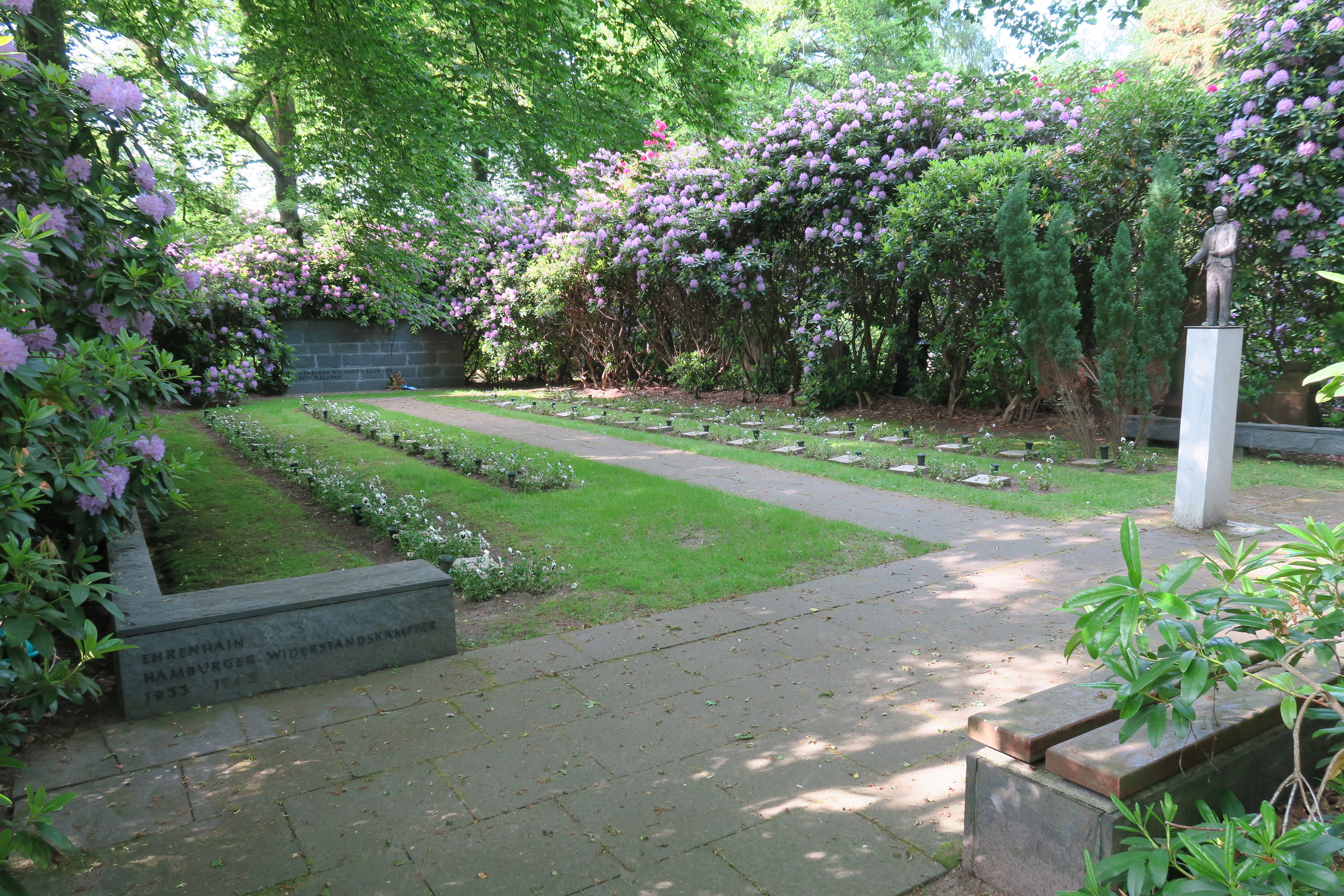
Ehrenhain Hamburgischer Widerstandskämpfer auf dem Friedhof Ohlsdorf

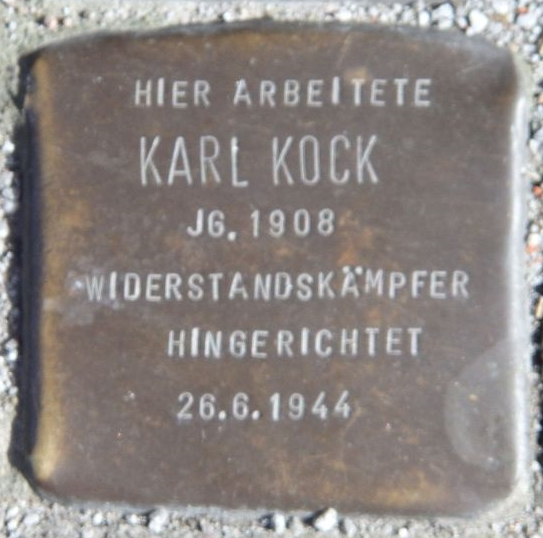
Stolperstein Wilstorfer Straße 4 (Phoenixwerk)

Kock entstammte einer Hamburger Arbeiterfamilie. Nach dem Besuch der Volksschule erlernte er den Beruf des Gummifacharbeiters und war in der Firma Phoenix Gummi Werke beschäftigt. Er war Mitglied der Kommunistischen Partei Deutschlands (KPD) und engagierte sich gegen den aufkommenden Nationalsozialismus. Nach der Machtübertragung an die NSDAP schloss er sich der Widerstandsgruppe „Bästlein-Jacob-Abshagen“ an, die nach Kriegsbeginn ausländische Zwangsarbeiter unterstützte, Aufklärung über das tatsächliche Kriegsgeschehen organisierte und Sabotagehandlungen ausführte. Als das Widerstandsnetz um Bästlein von der Gestapo zerschlagen wurde, konnte Kock untertauchen. Nachdem er mit Steckbrief gesucht wurde, versteckte ihn die Familie von Paul Dreibrodt und Ehefrau Grete in ihrer Wohnung. Aber auch dieses Versteck wurde bekannt, die Dreibrodts gerichtlich verfolgt und Kock mit anderen durch den Volksgerichtshof zum Tode verurteilt. Die Hinrichtung von zehn Todeskandidaten erfolgte im Untersuchungsgefängnis am Holstenglacis.
Nach der Befreiung vom Nationalsozialismus fand man sechs der Leichen im Kieler Anatomischen Institut in Formalinlösung aufbewahrt. Die Angehörigen und die Freunde von einem Komitee ehemaliger politischer Gefangener drängten auf eine Identifizierung und nachfolgende Bestattung der Toten. Das geschah zwischen dem 18. und 21. August 1947. Jonny Kock, der Vater von Karl Kock, war anwesend und musste die zerteilte Leiche seines Sohnes anschauen. Die Leiche von Kock und die der anderen Ermordeten wurden nach ihrer Einäscherung in Kiel im September 1947 in einem Ehrenhain auf dem Friedhof von Hamburg-Ohlsdorf beigesetzt.

## Ehrungen
- Im Ehrenhain Hamburgischer Widerstandskämpfer auf dem Hamburger Friedhof Ohlsdorf befindet sich der Kissenstein für Karl Kock in der dritten Reihe von links (siebter Stein).
- In Hamburg wurde zu Ehren von Karl Kock 1988 einer Straße im Stadtteil Wilstorf der Name „Karl-Kock-Weg“ verliehen.
- Zur Erinnerung an Karl Kock wurden vom Aktionskünstler Gunter Demnig drei Stolpersteine verlegt: in der Wilstorfer Straße 4 vor dem Phoenixwerk und Am Mühlenfeld 107 in Hamburg-Harburg, seiner letzten Wohnadresse, sowie vor dem Untersuchungsgefängnis am Holstenglacis 3 in Hamburg-Neustadt.